# Anastasija Bryzhina
Anastasija Wiktoriwna Bryzhina (ukr. Анастасія Вікторівна Бризгіна; ur. 9 stycznia 1998 w Ługańsku) – ukraińska lekkoatletka specjalizująca się w biegach sprinterskich. Brązowa medalistka halowych mistrzostw Europy, dwukrotna mistrzyni Europy juniorów.
Karierę międzynarodową rozpoczęła w 2015 roku zajmując 6. miejsce w biegu na 200 metrów podczas mistrzostw świata juniorów młodszych w Cali. W kolejnym sezonie startowała w sztafecie 4 × 400 metrów na halowych mistrzostwach świata oraz mistrzostwach świata juniorów, na obu tych imprezach zajmując 5. miejsce. Sezon 2017 rozpoczęła od zdobycia brązowego medalu halowych mistrzostw Europy w sztafecie 4 × 400 metrów. W Lille podczas zawodów superligi drużynowych mistrzostw Europy wraz ze sztafetą 4 × 400 metrów zajęła 2. miejsce, jednak na skutek wykrycia dopingu u uczestniczącej w tej sztafecie Olhi Zemlak wynik został anulowany. Na mistrzostwach Europy juniorów w Grosseto zdobyła dwa złote medale, w biegu na 400 metrów oraz sztafecie 4 × 400 metrów. W tym samym sezonie startowała również na mistrzostwach świata w Londynie oraz uniwersjadzie w Tajpej. W 2018 roku zajęła 4. miejsce halowych mistrzostw świata oraz startowała na mistrzostwach Europy w Berlinie. Rok później zdobyła brązowy medal światowych wojskowych igrzysk sportowych w sztafecie 4 × 400 metrów a także zajęła 6. miejsce w biegu na 400 metrów i 4. miejsce w sztafecie 4 × 400 metrów podczas młodzieżowych mistrzostw Europy. W sezonie 2022 brała udział w mistrzostwach świata w Eugene startując w sztafecie 4 × 400 metrów. Mistrzyni halowych mistrzostw krajów bałkańskich.
Medalistka mistrzostw Ukrainy oraz halowych mistrzostw Ukrainy.
Pochodzi z rodziny związanej z lekkoatletyką. Jej matka Olha, posiada trzy złote oraz jeden srebrny medal igrzysk olimpijskich w biegu na 400 metrów oraz w sztafecie 4 × 400 metrów, wywalczone podczas igrzysk w Seulu (1988) oraz Barcelonie (1992). Ojciec, Wiktor, to złoty medalista igrzysk olimpijskich z Seulu w sztafecie 4 × 400 metrów. Siostra, Jelizaweta, również jest medalistką olimpijską. Zdobyła brąz w sztafecie 4 × 100 metrów, podczas igrzysk w Londynie (2012). 

## Rezultaty
| Rok  | Impreza                                 | Miejsce    | Konkurencja        | Pozycja    | Wynik   |
| ---- | --------------------------------------- | ---------- | ------------------ | ---------- | ------- |
| 2015 | Mistrzostwa świata juniorów młodszych   | Cali       | bieg na 200 m      | 6. miejsce | 23,84   |
| 2016 | Halowe mistrzostwa świata               | Portland   | sztafeta 4 × 400 m | 5. miejsce | 3:40,42 |
| 2016 | Mistrzostwa świata juniorów             | Bydgoszcz  | sztafeta 4 × 400 m | 5. miejsce | 3:33,95 |
| 2017 | Halowe mistrzostwa Europy               | Belgrad    | sztafeta 4 × 400 m | 3. miejsce | 3:32,10 |
| 2017 | Superliga drużynowych mistrzostw Europy | Lille      | sztafeta 4 × 400 m | DSQ        | 3:28,02 |
| 2017 | Mistrzostwa Europy juniorów             | Grosseto   | bieg na 400 m      | 1. miejsce | 52,01   |
| 2017 | Mistrzostwa Europy juniorów             | Grosseto   | sztafeta 4 × 400 m | 1. miejsce | 3:32,82 |
| 2017 | Mistrzostwa świata                      | Londyn     | bieg na 400 m      | eliminacje | 52,26   |
| 2017 | Mistrzostwa świata                      | Londyn     | sztafeta 4 × 400 m | eliminacje | 3:31,84 |
| 2017 | Uniwersjada                             | Tajpej     | bieg na 400 m      | półfinał   | 53,28   |
| 2017 | Uniwersjada                             | Tajpej     | sztafeta 4 × 400 m | –          | DQ      |
| 2018 | Halowe mistrzostwa świata               | Birmingham | sztafeta 4 × 400 m | 4. miejsce | 3:31,32 |
| 2018 | Mistrzostwa Europy                      | Berlin     | bieg na 400 m      | eliminacje | 53,62   |
| 2018 | Mistrzostwa Europy                      | Berlin     | sztafeta 4 × 400 m | –          | DQ      |
| 2019 | Halowe mistrzostwa krajów bałkańskich   | Stambuł    | sztafeta 4 × 400 m | 1. miejsce | 3:33,76 |
| 2019 | Młodzieżowe mistrzostwa Europy          | Gävle      | bieg na 400 m      | 6. miejsce | 53,20   |
| 2019 | Młodzieżowe mistrzostwa Europy          | Gävle      | sztafeta 4 × 400 m | 4. miejsce | 3:34,33 |
| 2019 | Superliga drużynowych mistrzostw Europy | Bydgoszcz  | sztafeta 4 × 400 m | 4. miejsce | 3:29,33 |
| 2019 | Światowe wojskowe igrzyska sportowe     | Wuhan      | bieg na 400 m      | eliminacje | 54,38   |
| 2019 | Światowe wojskowe igrzyska sportowe     | Wuhan      | sztafeta 4 × 400 m | 3. miejsce | 3:33,68 |
| 2021 | Halowe mistrzostwa krajów bałkańskich   | Stambuł    | bieg na 400 m      | 4. miejsce | 53,74   |
| 2021 | Halowe mistrzostwa krajów bałkańskich   | Stambuł    | sztafeta 4 × 400 m | 1. miejsce | 3:38,16 |
| 2021 | Halowe mistrzostwa Europy               | Toruń      | bieg na 400 m      | eliminacje | 53,50   |
| 2021 | Halowe mistrzostwa Europy               | Toruń      | sztafeta 4 × 400 m | 5. miejsce | 3:30,38 |
| 2022 | Mistrzostwa ibero-amerykańskie          | La Nucia   | bieg na 200 m      | eliminacje | 24,33   |
| 2022 | Mistrzostwa świata                      | Eugene     | sztafeta 4 × 400 m | eliminacje | 3:29,25 |

## Rekordy życiowe
- bieg na 200 metrów (stadion) – 23,52 (26 maja 2016, Kropywnycki)
- bieg na 200 metrów (hala) – 24,40 (7 lutego 2015, Sumy)
- bieg na 400 metrów (stadion) – 51,89 (6 czerwca 2017, Łuck)
- bieg na 400 metrów (hala) – 52,87 (11 lutego 2021, Sumy)